# Коротун Тимофій Іванович
Тимофій (Тиміш) Іванович Коротун (1899, село Радомисльського повіту Київської губернії, тепер Житомирської області — 8 жовтня 1924, місто Коростень, тепер Житомирської області) — радянський діяч, голова виконавчого комітету Коростенської окружної ради. Член ВУЦВК.

## Життєпис
Народився в селянській родині. До чотирнадцятирічного віку пас худобу та гуси. Закінчив двохкласну земську школу.
У 1919 році організував прорадянські селянські бойові загони в селах Модлеві та Горбулеві, воював проти повстанських загонів отамана Соколовського. Належав до Української комуністичної партії (боротьбистів).
Член РКП(б) з 1920 року.
У 1920—1923 роках — член Коростенського повітового комітету КП(б)У; голова виконавчого комітету Звягельської повітової ради Волинської губернії; секретар виконавчого комітету Волинської губернської ради.
1 вересня 1923 — 8 жовтня 1924 року — голова виконавчого комітету Коростенської окружної ради Волинської губернії.
Помер 8 жовтня 1924 року після важкої хвороби (туберкульозу).